# Bloemencorso Zundert
Het Bloemencorso Zundert is een jaarlijks bloemencorso in de Nederlandse plaats Zundert (provincie Noord-Brabant). De eerste editie vond plaats in 1936. Sinds 1937 vindt het plaats op de eerste zondag van september en de maandag erna. Het evenement is het grootste dahliacorso ter wereld en is de eerste Nederlandse traditie die is opgenomen op de Nationale Inventaris Immaterieel Cultureel Erfgoed.

## Geschiedenis
Het corso van Zundert is ontstaan in 1936, toen een groep Zundertse notabelen de Oranjefeesten nieuw leven wilde inblazen. Het idee om een corso te organiseren kwam van Pieter van Ginneken, wethouder en boomkweker te Zundert. Het was dus bij gelegenheid van de verjaardag van koningin Wilhelmina, op 8 september 1936, dat het eerste corso door de Zundertse straten trok. De relatie met Koninginnedag verdween snel naar de achtergrond, al stond de organisatie tot in 1990 te boek als het Oranjecomité.
De eerste, vooroorlogse corso’s waren bescheiden van formaat. De optocht bestond voornamelijk uit met dahlia’s versierde fietsen en steppen. Tijdens de Tweede Wereldoorlog waren er geen corso's. Na 1946 waren het op initiatief van burgemeester W. Brokx, niet meer individuen, vriendengroepen of families, maar geografisch afgebakende buurtschappen, die de wagens bouwden. Daarin wijkt het af van veel andere corso’s en carnavalsoptochten, waar dit nog wel vaak door vriendengroepen gebeurt. In de jaren vijftig groeide het corso in rap tempo uit tot een evenement met zelfs enige internationale allure: naast Nederlanders deden ook Fransen en Belgen mee. Op het hoogtepunt van de bezoekersaantallen, halverwege de jaren vijftig, bezochten honderdduizenden bezoekers het corso. Een belangrijke rol hierin speelde burgemeester G.J.A. Manders, burgemeester van Zundert van 1947 tot 1966, die het corso met strakke hand leidde en hooggeplaatste gasten uitnodigde, onder wie ministers en Commissarissen van de Koningin.
Hoewel het aantal bezoekers geleidelijk afnam, nam in de jaren zestig de kwaliteit van het corso toe. Zo werd de artistieke inslag steeds manifester, dankzij de contacten met de Bredase Academie voor Beeldende Kunsten Sint-Joost. In de tweede helft van de jaren zestig werd ongeveer de helft van de wagens ontworpen door mensen van deze opleiding. Ook werd de dahliateelt stilaan volwassen. In de jaren vijftig werden de dahlia’s geplukt op boerenerven, maar in de jaren zestig begonnen buurtschappen met eigen dahliavelden. Geleidelijk groeide ook de kennis over het kweken van dahlia’s en het onderhoud van de bloemenvelden. In de loop der jaren ontstond handel met andere corso’s in binnen- en buitenland. Van eind juli tot begin oktober konden de buurtschappen geld verdienen door dahlia’s te leveren aan andere corso’s. In 1978 werd de Stichting Bloemencommissie opgericht die deze handel ging coördineren en organiseren.
Onder invloed van buurtschap Wernhout en ontwerper Robert Ruijzenaars nam de omvang van de wagens in de jaren tachtig sterk toe. In de tweede helft van de jaren negentig ging men op ontwerpgebied meer experimenteren, met figuratie en theater, beweging en geluid en met alternatief materiaal, naast de dahlia. In de beginjaren van het nieuwe millennium namen de bezoekersaantallen weer toe alsook de media-aandacht. De live-uitzendingen van de regionale Omroep Brabant behoorden tot de best bekeken programma’s van deze omroep. Vanaf 2010 maakt de landelijke Omroep MAX een samenvatting van de beelden van Omroep Brabant. De aandacht op internet leidde tijdens het corso van 2013 tot een toegenomen internationale belangstelling.

## Immaterieel cultureel erfgoed
Nederland ratificeerde het Unesco-verdrag ter bescherming van het immaterieel cultureel erfgoed op 15 mei 2012. Deze ratificatie werd publiekelijk bekendgemaakt tijdens het Zundertse corso op 2 september 2012 door staatssecretaris Halbe Zijlstra. Op 13 oktober 2012 werden de eerste tradities bekendgemaakt voor de nationale inventaris die in verband met dit verdrag werd gemaakt. Het Zundertse corso was de eerste Nederlandse traditie die werd opgenomen in deze inventaris.

## Activiteiten rond het corso

### Dahliateelt
Zundert is een centrum van dahliateelt, maar er is niet één commerciële dahliakweker. Elke van de twintig buurtschappen onderhoudt een eigen dahliaveld en die velden dienen uitsluitend voor het corso. De gezamenlijke dahliavelden in Zundert hebben een oppervlakte van 33 hectare met in totaal ongeveer 600.000 dahliaplanten in 50 verschillende soorten en kleuren.
Zundert is voor ongeveer 80% zelfvoorzienend. De overige 20% wordt ingekocht, via de centrale bloemencommissie, bij andere corso’s.

### Educatie
Veel buurtschappen organiseren in het begin van het bouwseizoen corsobouwcursussen voor jongeren. Daar leren ze lassen en piepschuim snijden en andere vaardigheden die nodig zijn bij de bouw van de wagen. Daarnaast verzorgen de meeste buurtschappen activiteiten voor kinderen om hen te betrekken bij het corso, en ervoor te zorgen dat de ouders de handen vrij hebben om mee te helpen met de bouw van de wagen. Een initiatief van enkele (ervaren) corso-ontwerpers is de corsoacademie, die eens in de drie jaar plaatsvindt. Ontwerpers in spe bezoeken musea, volgen workshops en gaan een eigen idee uitwerken tot een mini-maquette. Alle vaardigheden die een corso-ontwerper nodig heeft, komen aan bod, tot en met een rollenspel over de presentatie van het ontwerp aan het bestuur van een buurtschap, dat een keuze moet maken.
In 2012 is een start gemaakt met het ontwikkelen van een lespakket voor de basisscholen in de gemeente Zundert. Veel Zundertse kinderen krijgen het corso van huis uit mee maar de basisschoollessen dragen de traditie op een meer gestructureerde manier over.

### Organisatie
In het corso zijn zo'n 150 mensen bestuurlijk actief. De Stichting Bloemencorso Zundert is de overkoepelende stichting die verantwoordelijk is voor de organisatie van het evenement. Zij heeft een bestuur en diverse commissies en projectgroepen, waarin in totaal zo’n honderd mensen actief zijn. De jaarbegroting van de Stichting Bloemencorso Zundert bedraagt (in 2018) zo’n 900.000 euro. De begroting van een buurtschap ligt gemiddeld rond de 30.000 euro. Onder de Stichting bloemencorso Zundert vallen ruim 20 stichtingen: de stichtingen van alle deelnemende buurtschappen, de Stichting Bloemencommissie, en het onafhankelijke corsotijdschrift Corsief, dat ook een stichtingsvorm heeft.
De Stichting Bloemencorso Zundert heeft een uitvoerende taak en de zeggenschap bij de Raad van Buurtschappen, waarin elke van de twintig buurtschappen een vertegenwoordiger heeft.
De Stichting Bloemencommissie is verantwoordelijk voor de dahliahandel van de gezamenlijke Zundertse buurtschappen met afnemers van buiten Zundert, vaak andere dahliacorso’s, in binnen- en buitenland van dahlia’s. Tussen de buurtschappen onderling bestaat een levendige ruilhandel, om ervoor te zorgen dat jaarlijks elke buurtschap de goede dahlia’s (per soort en kleur) heeft voor de eigen corsowagen. Elke buurtschap is verantwoordelijk voor de bouw van de wagen en alles wat daarbij komt kijken.
De Stichting Bloemencorso Zundert adviseert de buurtschappen, bijvoorbeeld op het gebied van veiligheid: er is een veiligheidscommissie die jaarlijks de constructies van de corsowagens controleert, maar de eindverantwoordelijkheid ligt bij de buurtschap. Ook regelt de Stichting Bloemencorso Zundert de gezamenlijke inkoop van materialen (zoals bijvoorbeeld betonijzer en laselektrodes), maar de buurtschappen zijn vrij om hiervan gebruik te maken of hun eigen kanalen te gebruiken.

### Planning
De bouw van de wagens vindt plaats gedurende de zomermaanden in twintig corsotenten. In januari is het vaandelfeest, waarbij de buurtschap die het vorige jaar het corso gewonnen heeft het daarmee verbonden erevaandel presenteert. In juni is de tentoonstelling van de maquettes van het komende corso.

## Buurtschappen
Het aantal deelnemende buurtschappen is vanaf half jaren tachtig constant gebleven. Daarna voegden zich de buurtschap De Lent (2006), het kerkdorp Rijsbergen (2007), buurtschap Schijf (2008) zich hierbij, waarmee het aantal op 20 kwam. Deze twintig zijn:
- Achtmaal, deelname 1947-heden
- De Berk, deelname 1980-heden
- De Lent, deelname 1946-1984, 2006-heden
- Helpt Elkander, deelname 1946-heden
- 't Kapelleke, deelname 1946-heden
- Klein-Zundert, deelname 1938, 1946-heden
- Klein Zundertse Heikant, deelname 1947-heden
- Laarheide, deelname 1947-heden
- Laer-Akkermolen, deelname 1946-heden
- Markt, deelname 1945-heden
- Molenstraat, deelname 1945-heden
- Poteind, deelname 1937, 1938, 1945-heden
- Raamberg, deelname 1946-heden
- Stuivezand, deelname 1946-heden
- 't Stuk, deelname 1966-heden
- Rijsbergen, deelname 2007-heden
- Schijf, deelname 2008-heden
- Tiggelaar, deelname 1960-heden
- Veldstraat, deelname 1945-heden
- Wernhout, deelname 1948-heden

Daarnaast worden diverse beelden, en de entree van het tentoonstellingsterrein gemaakt door zogenoemde buitenbuurten, buurtschappen die niet met een wagen deelnemen aan het corso maar wel anderszins betrokken zijn.

## Wedstrijd en prijzen
Er is tevens een wedstrijd tussen de buurtschappen. Wie de mooiste praalwagen maakt, beslist de jury. De eerste beoordeling is op het CLTV terrein te Zundert, waar de wagens opgesteld staan voor de optocht begint. De tweede beoordeling is tijdens de optocht tijdens de zogenaamde eerste doorkomst. Bij de tweede doorkomst worden de prijzen uitgereikt.
| Buurtschap                            | Aantal 1e prijzen | Aantal 2e prijzen | Aantal 3e prijzen | Aantal laatste prijzen (rode lantaarn) |
| ------------------------------------- | ----------------- | ----------------- | ----------------- | -------------------------------------- |
| Achtmaal                              | 0                 | 3                 | 1                 | 7                                      |
| De Berk                               | 4                 | 4                 | 3                 | 5                                      |
| Helpt Elkander                        | 15                | 16                | 11                | 11                                     |
| 't Kapelleke                          | 0                 | 2                 | 4                 | 9                                      |
| Klein Zundert                         | 18                | 9                 | 10                | 0                                      |
| Klein Zundertse Heikant               | 4                 | 4                 | 3                 | 8                                      |
| Laarheide                             | 2                 | 1                 | 3                 | 4                                      |
| Laer Akkermolen                       | 7                 | 6                 | 7                 | 1                                      |
| De Lent                               | 0                 | 0                 | 0                 | 3                                      |
| De Markt                              | 2                 | 5                 | 8                 | 5                                      |
| Molenstraat                           | 5                 | 5                 | 5                 | 3                                      |
| Poteind                               | 4                 | 4                 | 5                 | 8                                      |
| Raamberg                              | 1                 | 5                 | 4                 | 3                                      |
| Rijsbergen                            | 0                 | 0                 | 0                 | 1                                      |
| 't Stuk                               | 3                 | 3                 | 3                 | 0                                      |
| Schijf                                | 2                 | 0                 | 2                 | 0                                      |
| Stuivezand                            | 2                 | 3                 | 2                 | 2                                      |
| Tiggelaar                             | 6                 | 7                 | 6                 | 2                                      |
| Veldstraat                            | 3                 | 5                 | 6                 | 3                                      |
| Wernhout                              | 9                 | 9                 | 5                 | 0                                      |
| Laatst bijgewerkt op 20 augustus 2025 |                   |                   |                   |                                        |

### Publieksprijzen
De publieksprijs wordt sinds 1992 uitgereikt. In de edities tot aan 1995 was dit één prijs. In 1996 werd er voor het eerst een eerste, tweede en derde publieksprijs uitgereikt. De derde publieksprijs kwam zelfs toe aan twee buurtschappen. In 1997 en 1999 werd er weer één publieksprijs uitgereikt. Tijdens de editie van 2000 werden er geen publieksprijzen uitgereikt. Vanaf 2001 t/m heden worden er een eerste, tweede en derde publieksprijs uitgereikt. Meest succesvol is buurtschap Tiggelaar met vijf eerste publieksprijzen, vijf tweede publieksprijzen en drie derde publieksprijzen. Ook zijn er drie buurtschappen die nog geen publieksprijs hebben bemachtigd; de Lent, de Markt en Rijsbergen.
| Buurtschap              | 1e publieksprijs | 1e publieksprijs             | 2e publieksprijs | 2e publieksprijs             | 3e publieksprijs | 3e publieksprijs |
| ----------------------- | ---------------- | ---------------------------- | ---------------- | ---------------------------- | ---------------- | ---------------- |
|                         | Aantal           | Jaren                        | Aantal           | Jaren                        | Aantal           | Jaren            |
| Achtmaal                | 1                | 2010                         | 1                | 2009                         | 1                | 2024             |
| De Berk                 | 2                | 1995, 1999                   | 1                | 2010                         | 0                |                  |
| Helpt Elkander          | 4                | 1996, 1998, 2001, 2006       | 1                | 2017                         | 2                | 2008, 2022       |
| 't Kapelleke            | 1                | 2021                         | 1                | 2003                         | 1                | 2006             |
| Klein Zundert           | 1                | 2003                         | 2                | 2012, 2018                   | 1                | 2004             |
| Klein Zundertse Heikant | 5                | 2002, 2007, 2015, 2019, 2022 | 2                | 2004, 2005                   | 2                | 2001, 2021       |
| Laarheide               | 0                |                              | 0                |                              | 2                | 2002, 2016       |
| Laer Akkermolen         | 2                | 2012, 2013                   | 1                | 2021                         | 2                | 2009, 2014       |
| De Lent                 | 0                |                              | 0                |                              | 0                |                  |
| De Markt                | 0                |                              | 0                |                              | 0                |                  |
| Molenstraat             | 0                |                              | 1                | 2001                         | 1                | 2011             |
| Poteind                 | 0                |                              | 0                |                              | 1                | 2013             |
| Raamberg                | 1                | 1994                         | 0                |                              | 0                |                  |
| Rijsbergen              | 0                |                              | 0                |                              | 0                |                  |
| 't Stuk                 | 1                | 2008                         | 3                | 1996, 2011, 2019             | 1                | 2005             |
| Schijf                  | 2                | 2016, 2017                   | 1                | 2022                         | 2                | 2015, 2018       |
| Stuivezand              | 0                |                              | 0                |                              | 1                | 2007             |
| Tiggelaar               | 5                | 1997, 2004, 2005, 2011, 2014 | 5                | 2002, 2007, 2008, 2015, 2016 | 3                | 1996, 2012, 2019 |
| Veldstraat              | 0                |                              | 0                |                              | 0                | 2017             |
| Wernhout                | 4                | 1992, 1993, 2009, 2018       | 4                | 1998, 2006, 2013, 2014       | 3                | 1996, 2003, 2010 |

### Uitslag 2022
| Prijs | Naam wagen            | Punten | Buurtschap              | Publieksprijs/Pluim |
| ----- | --------------------- | ------ | ----------------------- | ------------------- |
| 1e    | Freeland Festival     | 631    | Klein Zundertse Heikant | 1e publieksprijs    |
| 2e    | Groeimodel            | 629    | Helpt Elkander          | 3e Publieksprijs    |
| 3e    | Holifant              | 558    | Klein Zundert           |                     |
| 4e    | Nachtwakers           | 557    | De Lent                 |                     |
| 5e    | Paradijsvogels        | 536    | Schijf                  | 2e publieksprijs    |
| 6e    | De koning van Kokanje | 531    | Wernhout                |                     |
| 7e    | Zoo-chosis            | 523    | 't Stuk                 |                     |
| 8e    | Pressure              | 522    | Tiggelaar               |                     |
| 9e    | Privacy               | 514    | Veldstraat              |                     |
| 10e   | Caught in war         | 513    | De Berk                 |                     |
| 11e   | Flow                  | 498    | 't Kapelleke            |                     |
| 12e   | Levels                | 496    | Laer-Akkermolen         |                     |
| 13e   | Sorry!                | 479    | De Markt                |                     |
| 14e   | Night harvest         | 478    | Rijsbergen              |                     |
| 15e   | Rode kool             | 455    | Raamberg                |                     |
| 16e   | Clean up!             | 446    | Poteind                 |                     |
| 17e   | Slakkenrace           | 444    | Stuivezand              |                     |
| 18e   | Stille Honger         | 440    | Laarheide               |                     |
| 19e   | Ocean                 | 386    | Achtmaal                |                     |
| 20e   | Pool Party            | 350    | Molenstraat             |                     |

### Een pluim
Een pluim wordt gegeven als er iets vernieuwends wordt toegevoegd aan het corso. De pluim wordt sinds 2012 uitgereikt.
| Jaar | Buurtschap              | Buurtschap  | Buurtschap |
| ---- | ----------------------- | ----------- | ---------- |
| 2012 | Molenstraat             | Tiggelaar   |            |
| 2013 | Klein Zundert           | Laarheide   | 't Stuk    |
| 2014 | De Lent                 | Markt       | 't Stuk    |
| 2015 | Stuivezand              | 't Stuk     |            |
| 2016 | Helpt Elkander          | Molenstraat |            |
| 2017 | Klein Zundert           |             |            |
| 2018 | Rijsbergen              |             |            |
| 2019 | Klein-Zundertse Heikant | 't Stuk     |            |
| 2021 | Klein Zundert           |             |            |
| 2022 |                         |             |            |

## Afbeeldingen

Bloemencorso Zundert
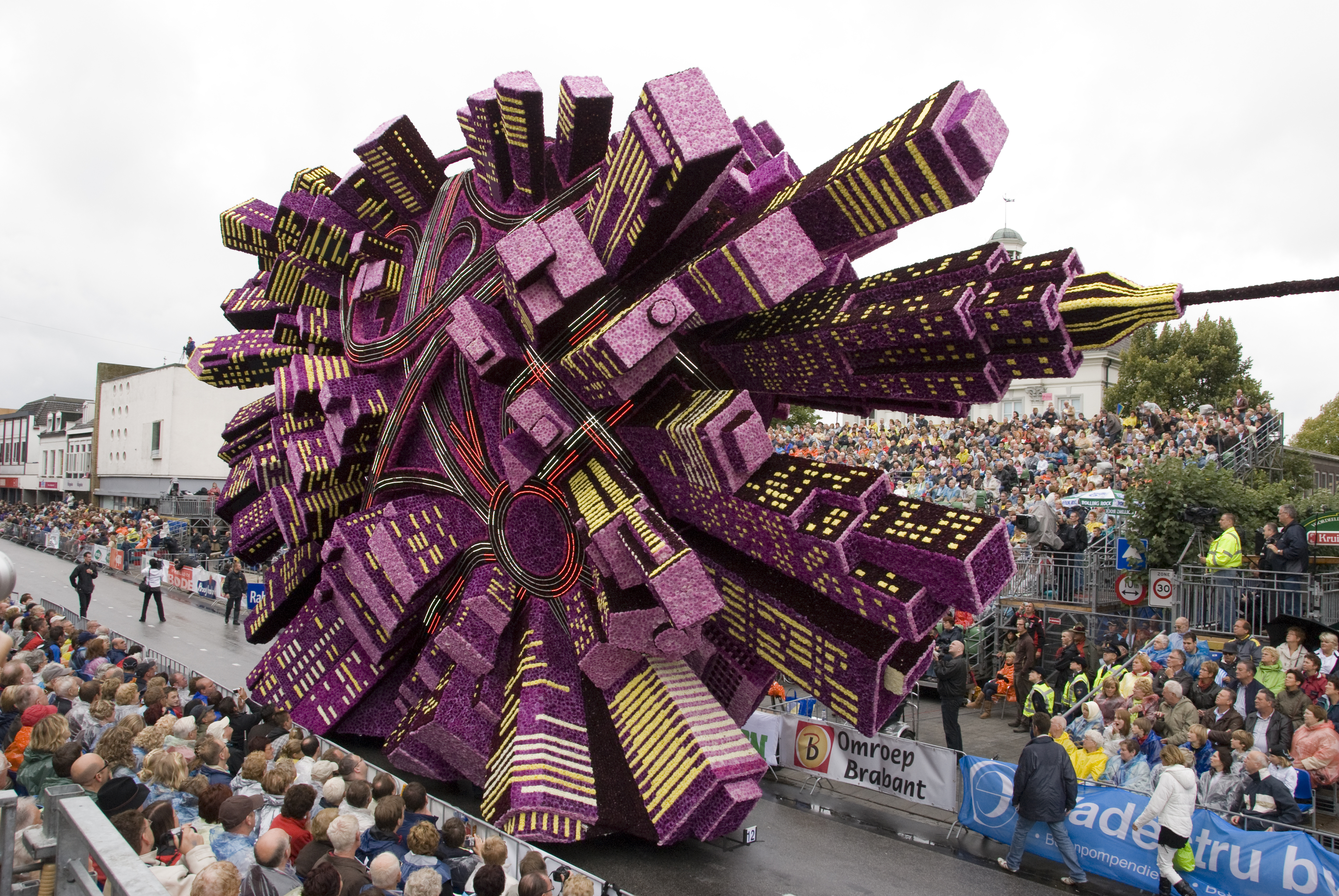
Booming city, de winnaar van het corso in 2008.
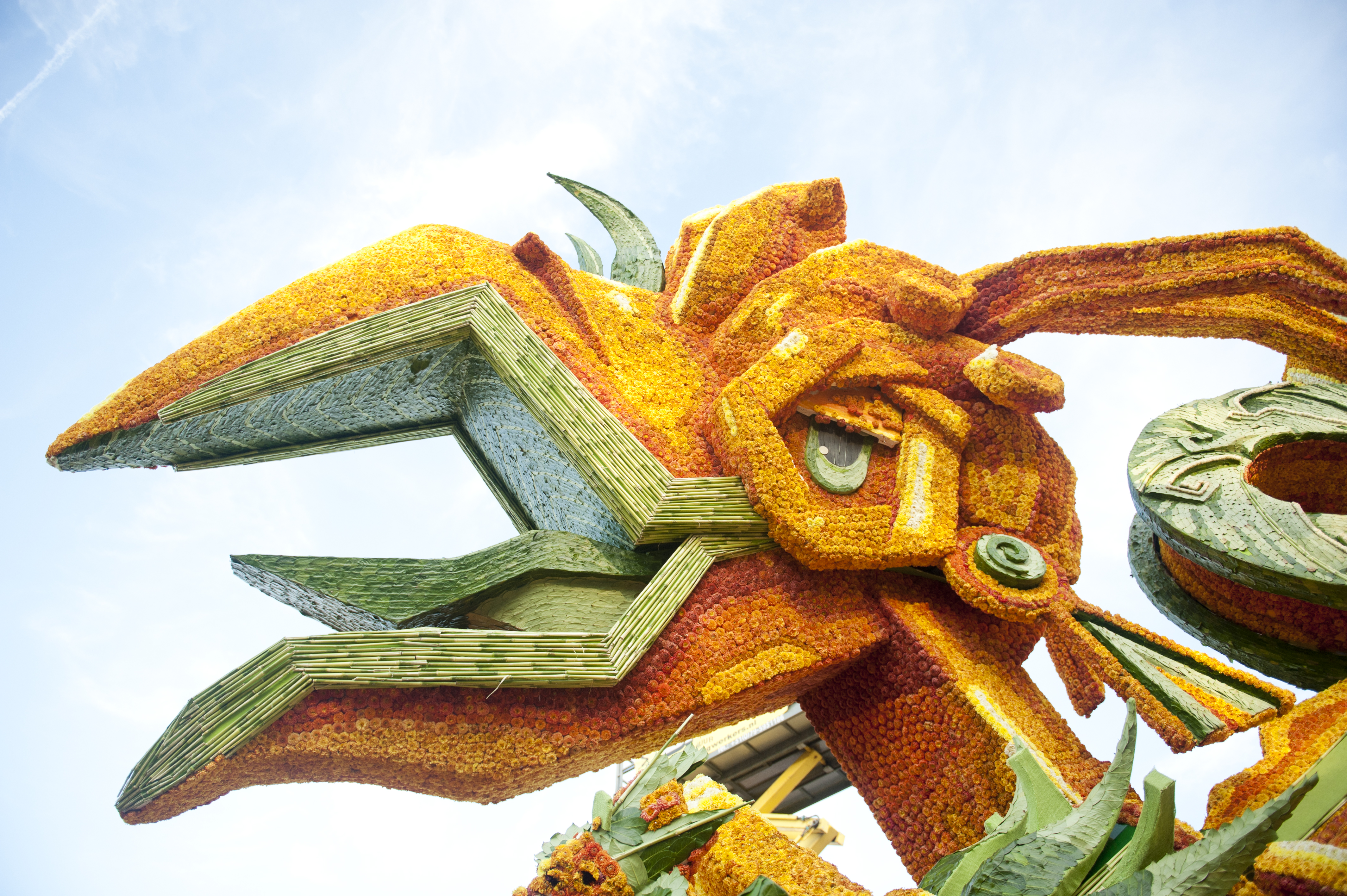
Detail uit 'Gekkengoud' van buurtschap Laer-Akkermolen, winnaar van 2013.
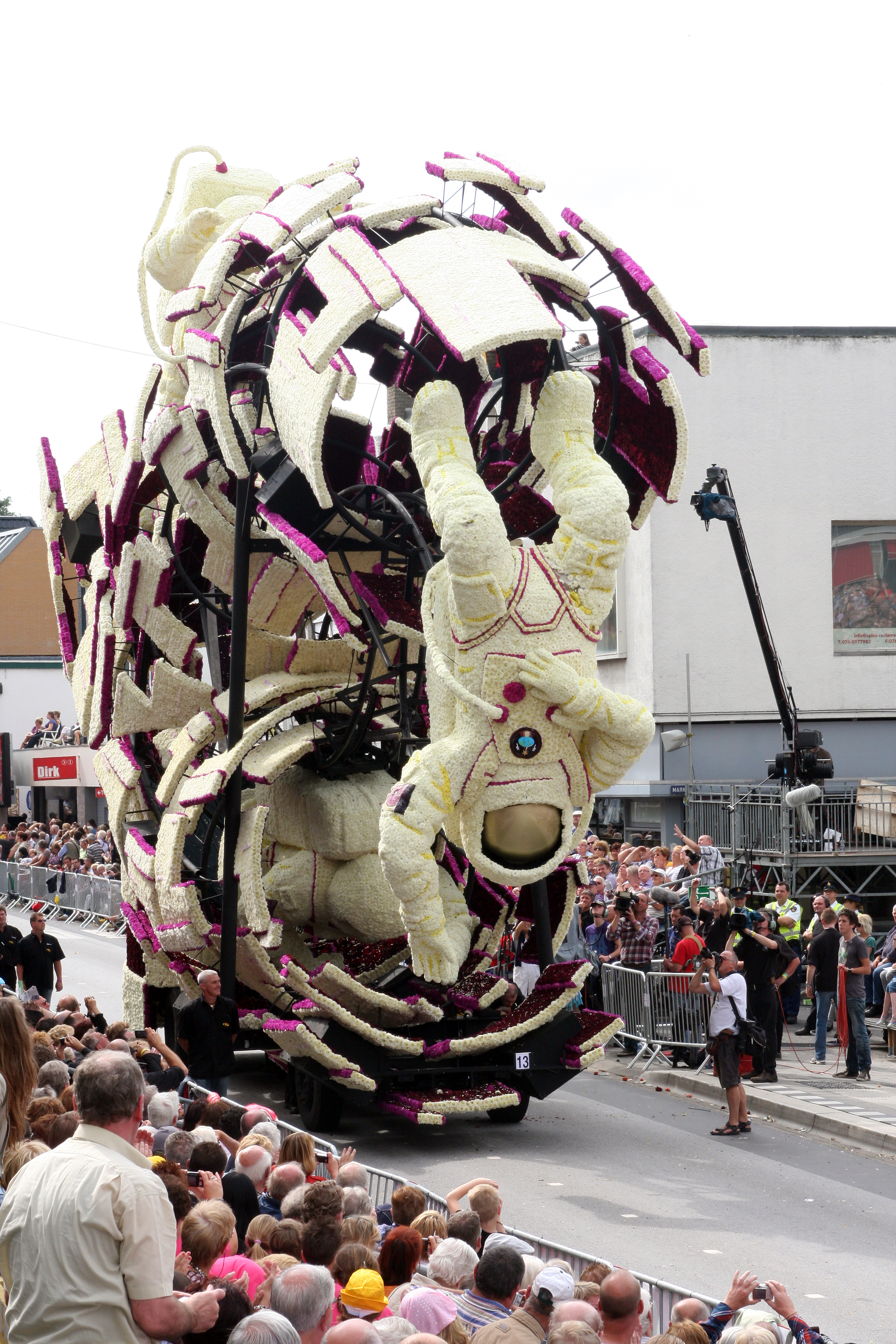
'Astronauten' van buurtschap 't Stuk, winnaar van 2011.
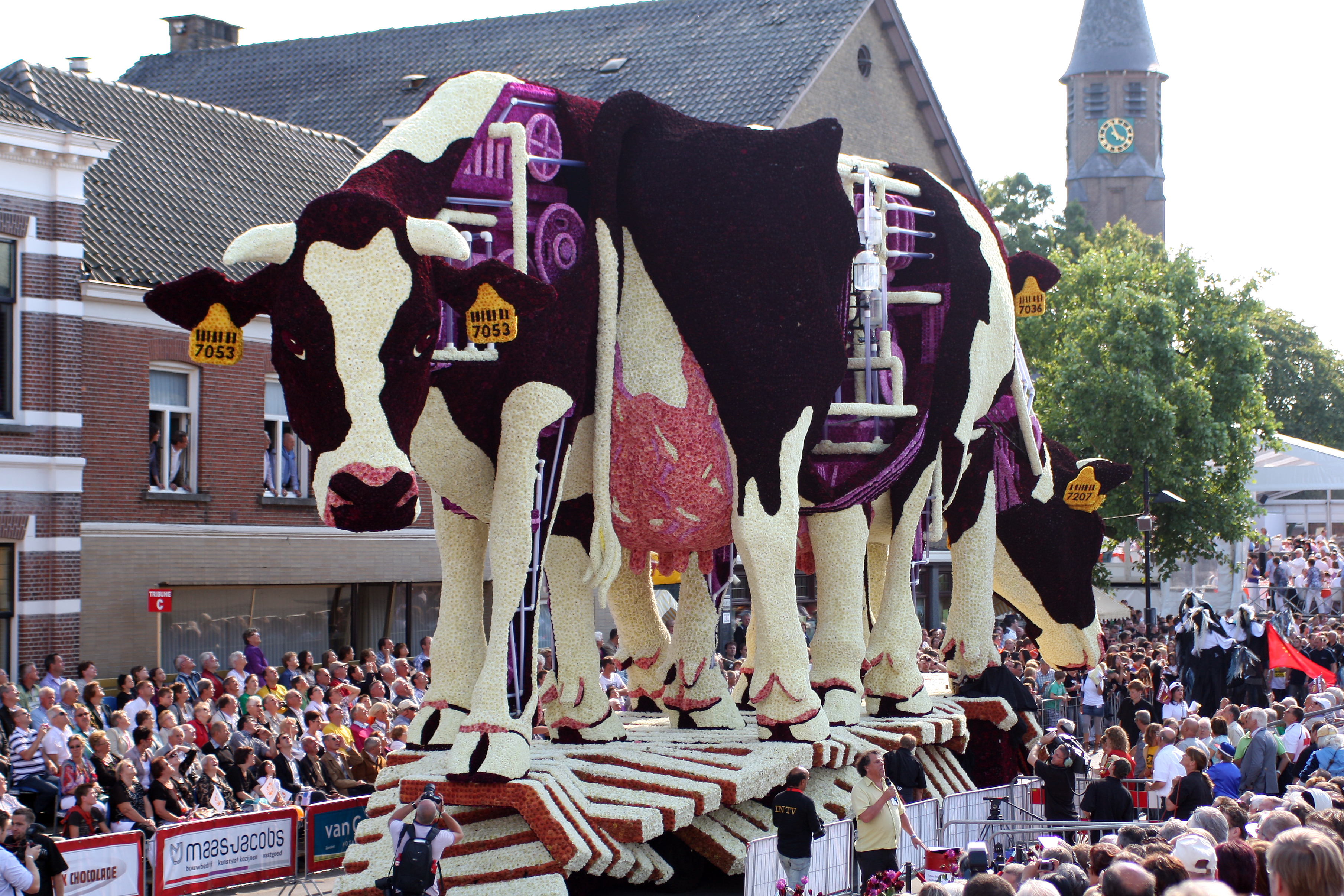
'Quotum' van Stuivezand, tweede in 2010.
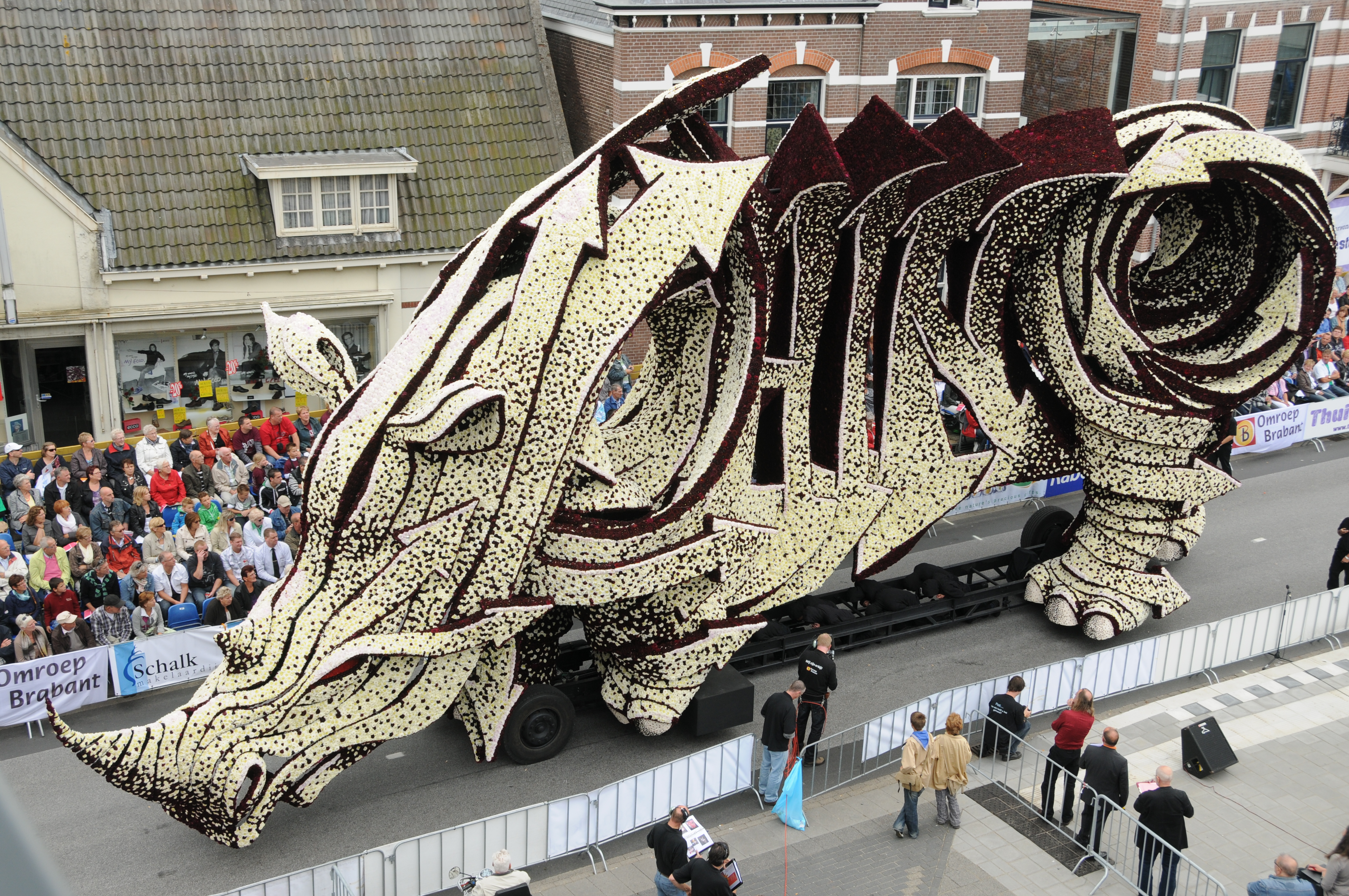
'Rhino' van Veldstraat, winnaar in 2009.